# Wilgotnica czerwona
Wilgotnica czerwona (Hygrocybe coccineocrenata (P.D. Orton) M.M. Moser) – gatunek grzybów z rodziny wodnichowatych (Hygrophoraceae).

## Systematyka i nazewnictwo
Pozycja w klasyfikacji według Index Fungorum: Hygrocybe, Hygrophoraceae, Agaricales, Agaricomycetidae, Agaricomycetes, Agaricomycotina, Basidiomycota, Fungi.
Po raz pierwszy takson ten zdiagnozował w 1960 r. Peter D. Orton nadając mu nazwę Hygrophorus coccineocrenatus. Obecną, uznaną przez Index Fungorum nazwę nadał mu w 1967 r. Meinhard Mchael Moser, przenosząc go do rodzaju Hygrocybe.
Niektóre synonimy naukowe:
- Hygrocybe coccineocrenata (P.D. Orton) M.M. Moser,  1967, var. coccineocrenata
- Hygrocybe coccineocrenata var. sphagnophila (Peck) Arnolds,  1985
- Hygrocybe turunda var. sphagnophila (Peck) Bon 1979
- Hygrophorus coccineocrenatus P.D. Orton 1960
- Hygrophorus miniatus var. sphagnophilus Peck 1901
- Hygrophorus turundus var. sphagnophilus (Peck) Hesler & A.H. Sm. 1963
- Pseudohygrocybe coccineocrenata (P.D. Orton) Kovalenko 1988

Nazwę polską nadała Barbara Gumińska w 1997 r. 

## Morfologia
Kapelusz
Średnica 1–3 cm, kształt początkowo łukowaty z podwiniętym brzegiem, później płaskołukowaty, na koniec płaski z nieco wgłębionym środkiem. Brzegi nieco prążkowane. Jest słabo higrofaniczny; podczas wilgotnej pogody ma barwę od pomarańczowej do szkarłatnej, podczas suchej jest matowy, barwy ochrowopomarańczowej. Z czasem stopniowo płowieje do pomarańczowej (poczynając od brzegu). Charakterystyczną cechą jest występowanie na powierzchni łusek o barwie od brązowej do czarnej, szczególnie na środku kapelusza.
Blaszki
Rzadkie, szerokie i szeroko przyrośnięte, zbiegające ząbkiem lub okrągłe. U młodych okazów są białe, później kremowe lub woskowożółte.
Trzon
Wysokość 1,5 cm, średnica 1,5–4 mm, walcowy, w środku pusty, w podstawie zwężony. Powierzchnia gładka, o barwie od pomarańczowoczerwonej do szkarłatnej, tylko przy podstawie jaśniejsza – kremowa lub ochrowa.
Miąższ
Cienki, takiej samej barwy jak kapelusz, nie zmieniający barwy po uszkodzeniu. Smak i zapach niewyraźny.

## Występowanie i siedlisko
Występuje w północnej części Ameryki Północnej (na Alasce i w prowincji Quebec w Kanadzie), w Europie, Korei i Japonii. W Europie występuje głównie w jej części północnej i zachodniej (również w Islandii). Występuje również w Polsce, brak danych o częstości jej występowania, nie znajduje się jednak na liście gatunków zagrożonych. Rośnie na mokrych łąkach oraz na brzegach torfowisk i mokradeł. Owocniki wytwarza od lipca do października. 

## Znaczenie
Grzyb mikoryzowy, niejadalny.

## Gatunki podobne
W Polsce występuje kilka gatunków wilgotnic, których wspólną cechą jest czerwona barwa, drobne rozmiary i łuseczkowaty kapelusz. Głównymi morfologicznymi cechami umożliwiającymi ich rozróżnienie są: blaszki, łuseczki kapelusza i subtelne różnice w ubarwieniu.
- wilgotnica torfowiskowa (Hygrocybe helobia). Łuseczki kapelusza są tej samej barwy, lub jaśniejsze, blaszki o barwie od białej do żółtawej,
- wilgotnica purpurowa (Hygrocybe miniata). Łuski kapelusza tej samej co on barwy, lub jaśniejsze, blaszki pomarańczowoczerwone
- wilgotnica szkarłatna (Hygrocybe coccinea). Na kapeluszu włókienka promieniście wrośnięte, blaszki o barwie od czerwonopomarańczowej do żółtopomarańczowej,
- wilgotnica lejkowata (Hygrocybe cantharellus). Kapelusz pomarańczowoczerwony, łuski tej barwy co kapelusz, lub jaśniejsze.